# Golden Horse Film Festival
Il Taipei Golden Horse Film Festival and Awards (cinese: 台北 金馬 影展; pinyin: Taibei Jīnmǎ Yǐngzhǎn) è una cerimonia festival del cinema a premi che si tiene ogni anno a Taiwan. È stata fondata nel 1962 da parte dell'Ufficio delle Informazioni della Repubblica di Cina (Taiwan). La cerimonia di premiazione si svolge solitamente in novembre o dicembre a Taipei, anche se la sede è stata spostata in tutto il Paese negli ultimi anni.

## Descrizione
Dal 1990 (27ª edizione), il festival è stato organizzato e finanziato dalla Fondazione Motion Picture Sviluppo R.O.C. Il Comitato è composto da nove a quindici esperti e studiosi di cinema e studiosi di cinema. Sotto il Comitato, ci sono cinque diversi reparti: il reparto di amministrazione per gli affari amministrativi interni, reparto ospitalità e la collaborazione cross-industry; il reparto marketing, che è responsabile per la pianificazione di eventi e promozione, pubblicità e pubblicazioni; il reparto promozione del progetto; il reparto concorrenza che si occupa della cerimonia di premiazione; e il reparto festival che è dedicato alla pianificazione del festival, alla conservazione di film e l'invito di registi, di trascrizione dei sottotitoli e la produzione e tutti gli accordi in loco durante il festival.
La cerimonia di premiazione di Taiwan è l'equivalente degli Academy Awards negli Stati Uniti. I premi sono contestati tra le eccellenze cinematografiche in lingua cinese di Taiwan, Hong Kong, Repubblica Popolare Cinese e altrove. Si tratta di uno dei quattro premi più importanti film in lingua cinese, insieme a Hong Kong Film Award, Golden Rooster Awards e Hundred Flowers Awards, anche uno dei più prestigiosi premi cinematografici e tra i più rispettati nel mondo di lingua cinese. È anche uno dei più importanti premi annuali presentati a Taiwan insieme a Golden Bell Awards per la produzione televisiva e Golden Melody Awards per la musica.

## Storia
Nel maggio del 1962, l'Ufficio delle Informazioni governo della Repubblica di Cina promulgò il "regolamento del concorso di film in cinese 1962" per fondare ufficialmente la Golden Horse Awards. Il nome di Golden Horse (金馬) proviene dalle isole di Kinmen (金門) e (馬祖) Matsu, che erano sotto il controllo della Repubblica di Cina.

## Eleggibilità
Secondo la vigente normativa, qualsiasi film realizzato prevalentemente in lingua cinese è ammissibile. Dal 1996, venne firmato un atto di liberalizzazione per permettere a film provenienti dalla Cina continentale di partecipare al festival. Artisti o film del continente hanno vinto più volte, come il regista Jiang Wen con Giorni di sole cocente (1994), Joan Chen con Xiu Xiu: The Sent Down Girl (1999), miglior attrice per Qin Hailu nel 2001 e miglior regia di Lu Chuan per Kekexili: Mountain Patrol (2004).

## Categorie di premio
| nome italiano                        | nome cinese      | introduzione |
| ------------------------------------ | ---------------- | ------------ |
| miglior film                         | 最佳劇情片       | 1962         |
| miglior film d'animazione            | 最佳動畫長片     | 1977         |
| miglior documentario                 | 最佳紀錄片       | 1962         |
| miglior cortometraggio               | 最佳創作短片     | 1996         |
| miglior regia                        | 最佳導演         | 1962         |
| miglior attore protagonista          | 最佳男主角       | 1962         |
| miglior attrice protagonista         | 最佳女主角       | 1962         |
| miglior attore non protagonista      | 最佳男配角       | 1962         |
| miglior attrice non protagonista     | 最佳女配角       | 1962         |
| miglior regista emergente            | 最佳新導演       | 2010         |
| miglior attore emergente             | 最佳新演員       | 2000         |
| migliore sceneggiatura originale     | 最佳原著劇本     | 1962         |
| migliore sceneggiatura non originale | 最佳改編劇本     | 1962         |
| migliore fotografia                  | 最佳攝影         | 1962         |
| migliori effetti speciale            | 最佳視覺效果     | 1995         |
| miglior direttore artistico          | 最佳美術設計     | 1965         |
| migliori costumi & trucco            | 最佳造型設計     | 1981         |
| miglior coreografia                  | 最佳動作設計     | 1992         |
| migliore colonna sonora originale    | 最佳原創電影音樂 | 1962         |
| migliore canzone originale           | 最佳原創電影歌曲 | 1962         |
| miglior montaggio                    | 最佳剪輯         | 1962         |
| migliori effetti sonori              | 最佳音效         | 1962         |

| nome italiano                            | nome cinese            | introduzione |
| ---------------------------------------- | ---------------------- | ------------ |
| filmmaker eccellenza di Taiwan dell'anno | 年度台灣傑出電影工作者 | 1997         |
| premio del pubblico                      | 觀眾票選最佳影片       | 1992         |
| premio alla carriera                     | 終身成就獎             | 1993         |